# Anoura fistulata
Anoura fistulata (Mucchala, V.Mena & V.Albuja, 2005) è un pipistrello della famiglia dei Fillostomidi diffuso nell'America meridionale.

## Descrizione

### Dimensioni
Pipistrello di piccole dimensioni, con la lunghezza totale tra 57 e 67 mm, la lunghezza dell'avambraccio tra 35 e 40 mm, la lunghezza della coda tra 4 e 7 mm, la lunghezza del piede tra 7 e 12 mm, la lunghezza delle orecchie tra 12 e 17 mm e un peso fino a 17 g.

### Aspetto
La pelliccia è densa e setosa. Il colore generale del corpo è marrone scuro, con la base dei peli bianco-crema. Le membrane sono bruno-grigiastre. Il muso è allungato e fornito all'estremità di una piccola foglia nasale lanceolata. La lingua è eccezionalmente allungabile, fino a circa una volta e mezza la lunghezza della testa e del corpo combinate, proporzionalmente la più lunga tra tutti i mammiferi esistenti, ed è fornita di papille sulla punta. Il labbro inferiore è allungato e si sporge oltre il labbro superiore di almeno 3,3-4,8 mm. Le orecchie sono relativamente piccole e separate. La coda si estende leggermente oltre l'uropatagio il quale è ridotto ad una sottile membrana a forma di V rovesciata lungo la parte interna degli arti inferiori. Il calcar è ben sviluppato.

## Biologia

### Comportamento
Si rifugia all'interno di grotte in piccoli gruppi fino a 4 individui ciascuno.

### Alimentazione
Si nutre di nettare e polline di un gran numero di piante dai fiori grandi, come Marcgravia, Meriania, Centropogon nigricans e Markea. Può integrare la sua dieta anche con insetti, in particolare lepidotteri.

## Distribuzione e habitat
Questa specie è diffusa lungo i versanti andini nord-occidentali e orientali dell'Ecuador, Colombia sud-occidentale, Perù centrale e meridionale e nella Bolivia meridionale.
Vive nelle foreste montane umide mature sub-tropicali tra 1.300 e 2.275 metri di altitudine.

## Conservazione
La IUCN Red List, considerato l'assenza di informazioni recenti sul suo areale, classifica A.fistulata come specie con dati insufficienti (DD).